# Calmos
Calmos è un film del 1976 diretto da Bertrand Blier.

## Trama
Due uomini, stanchi delle rispettive mogli, lasciano tutto per stabilirsi in un villaggio sperduto e vivere una vita di allegra semplicità per rimettersi in sesto. Qui fanno la conoscenza di un prete pittoresco e gaudente che ricorda ai due i piaceri semplici della vita e soprattutto della buona tavola.
I due protagonisti trascorrono al villaggio giorni tranquilli, lasciandosi andare alla pigrizia e a un'igiene sommaria. Tuttavia, le loro mogli sono sulle loro tracce e sono ben decise a richiamarli ai loro doveri.
Quando le mogli sbarcano per richiamare i due uomini al loro dovere coniugale, è il prete che le accoglie e che accetta come compromesso un week-end in cui i loro mariti torneranno a casa. Recatisi controvoglia dalle mogli, i due uomini decideranno comunque di fuggire in tutta fretta per ritornare in campagna.
Il loro esempio sarà presto di ispirazione per migliaia di uomini e a quel punto schiere di giovani scombussolati lasciano le città per sfuggire alle donne.
I protagonisti in seguito vengono a sapere che la situazione è degenerata, sfociando in una specie di guerra civile. Le donne combattenti, armate e di gran lunga più organizzate, li spingono nei loro ultimi bastioni. Dopo essere scampati all'attacco di un carro armato, i due vengono infine catturati da una milizia di donne desiderose di violentarli nonostante le loro proteste e i tentativi di negoziazione.
In seguito vengono drogati e si risvegliano sul letto di un campo dove migliaia di donne fanno la fila per poter fare sesso con loro, due minuti ciascuna.
Alla fine del film vediamo i due uomini decisamente invecchiati e rifugiatisi sulla cima di una montagna. Credendo di vedere arrivare una donna, fuggono a bordo di un deltaplano e, investiti da una tempesta, giungono su una spiaggia. A quel punto i due si rendono conto di essere diventati minuscoli e di essere all'interno di una vulva...

## Distribuzione
Il film è tuttora inedito in Italia.

## Accoglienza
- Dopo la sua uscita nelle sale, Calmos è stato accolto molto negativamente dalla critica cinematografica[1] sia di destra che di sinistra: i giornali progressisti lo hanno accusato di essere un volantino reazionario mentre quelli conservatori lo hanno considerato pornografico. L'insuccesso è stato anche commerciale poiché il pubblico ha ignorato il film. Per Jean Rochefort, ospite della trasmissione Le Masque et la plume qualche giorno dopo l'uscita, il film è stato « doloroso ». L'attore aggiunge che ha amato la sceneggiatura di Blier e che le riprese sono andate meravigliosamente bene, tuttavia Calmos presenta dei difetti. Dice che c'è «una grande aggressività nei confronti di questo film» all'interno della trasmissione, riferendosi a uno spettatore che dichiara che « Blier tratta le donne come i nazisti hanno trattato gli ebrei durante la guerra ». Lo stesso Blier considera Calmos un errore: « Calmos è la grande stronzata della mia vita. La sceneggiatura era buona ma per girarlo non avevo né soldi né attori »[2].
- Pauline Kael nel The New Yorker elogia l'interpretazione di Brigitte Fossey: "un gatto biondo con una piccola bocca perfetta, come della porcellana sensuale."[3]